# Shuttle Carrier Aircraft
Pour les articles homonymes, voir SCA.
Dimensions
Les Shuttle Carrier Aircraft (SCA) sont deux Boeing 747-100 modifiés, utilisés par la NASA pour transporter les orbiteurs de la navette spatiale américaine. Le premier, un 747-100 immatriculé N905NA, est acquis en 1974 auprès d'American Airlines, suivi en 1988 d'un second appareil, un 747-100SR immatriculé N911NA acheté à Japan Airlines.
Ces avions servent principalement à transporter les navettes entre leurs sites d'atterrissage et le Centre spatial Kennedy. Le N905NA est également utilisé pour les tests d'approche et d'atterrissage de la navette spatiale américaine Enterprise en 1977, pour tester les capacités de l'orbiteur. Les deux SCA sont retirés du service après la fin du programme de la navette spatiale américaine en 2012.
Le Boeing 747 n'est pas le seul avion utilisé pour transporter une navette spatiale. Dans le cadre du programme spatial soviétique Bourane, le Myassichtchev VM-T Atlant et l'Antonov An-225 Mriya assurent également ce rôle, servant à convoyer la navette ou des éléments du lanceur Energuia entre les sites de production, d'assemblage et de lancement.

## Historique

### Contexte

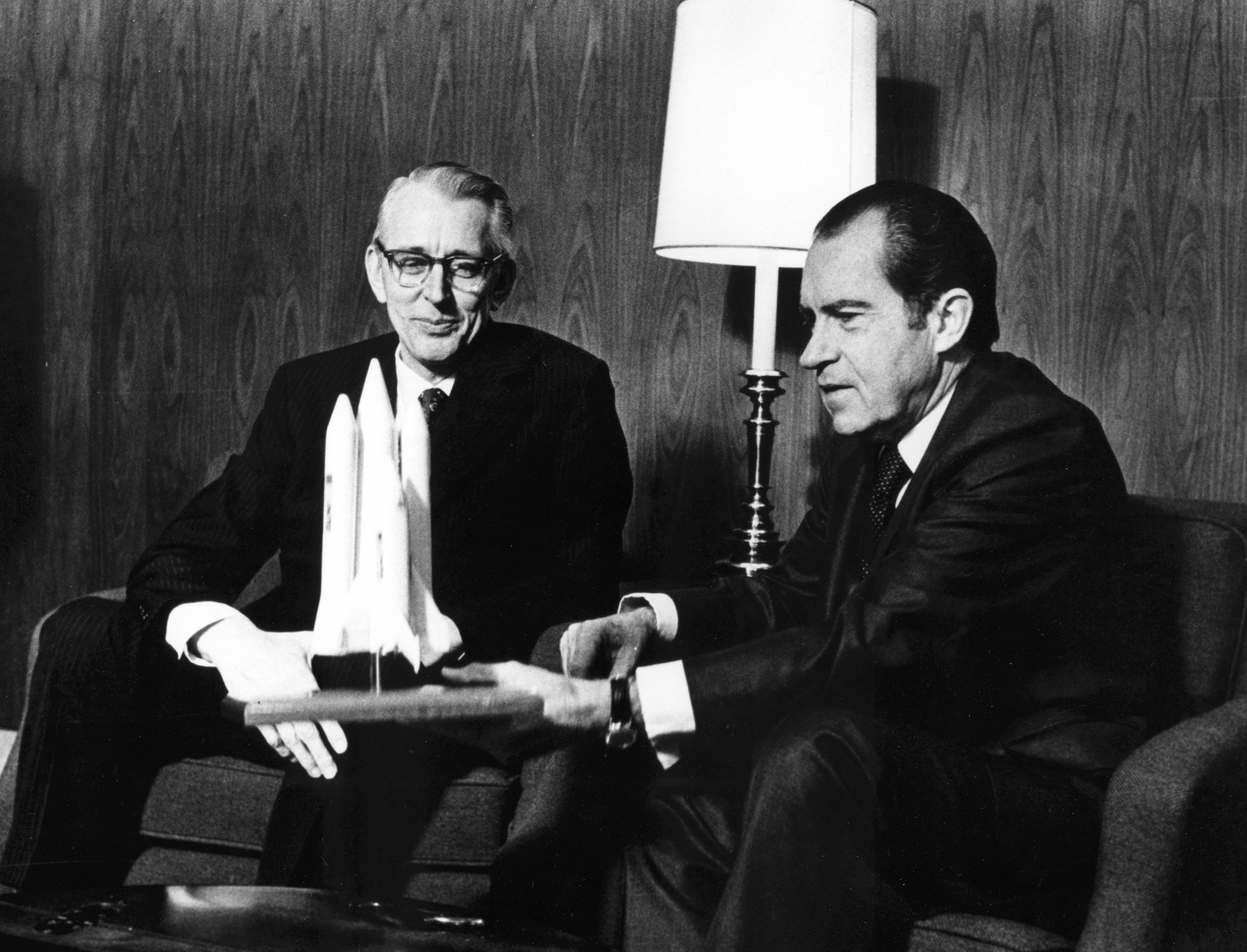
James C. Fletcher, l'administrateur de la NASA, présentant une maquette de la future navette au président Richard Nixon, en janvier 1972.

Dès le début des années 1970, alors que la NASA travaille activement au développement d'une navette spatiale, une problématique logistique majeure se pose. En effet, une fois la navette posée sur l'un de ses sites d'atterrissage, il faut la ramener vers le Centre spatial Kennedy pour son prochain vol. De plus, la mise au point de l'atterrissage de la navette nécessite des tests en grandeur nature.
Dans un premier temps, les ingénieurs de la NASA envisagent d'équiper l'orbiteur de la navette spatiale de six turboréacteurs de marque Pratt & Whitney, similaires à ceux utilisés sur les avions commerciaux, comme le 747. Cette solution permettrait à l'orbiteur de voler de manière autonome pour rejoindre son site de lancement après un atterrissage. Toutefois, cette idée soulève de trop nombreuses difficultés techniques, et l'option est finalement abandonnée.

### Conception et développement

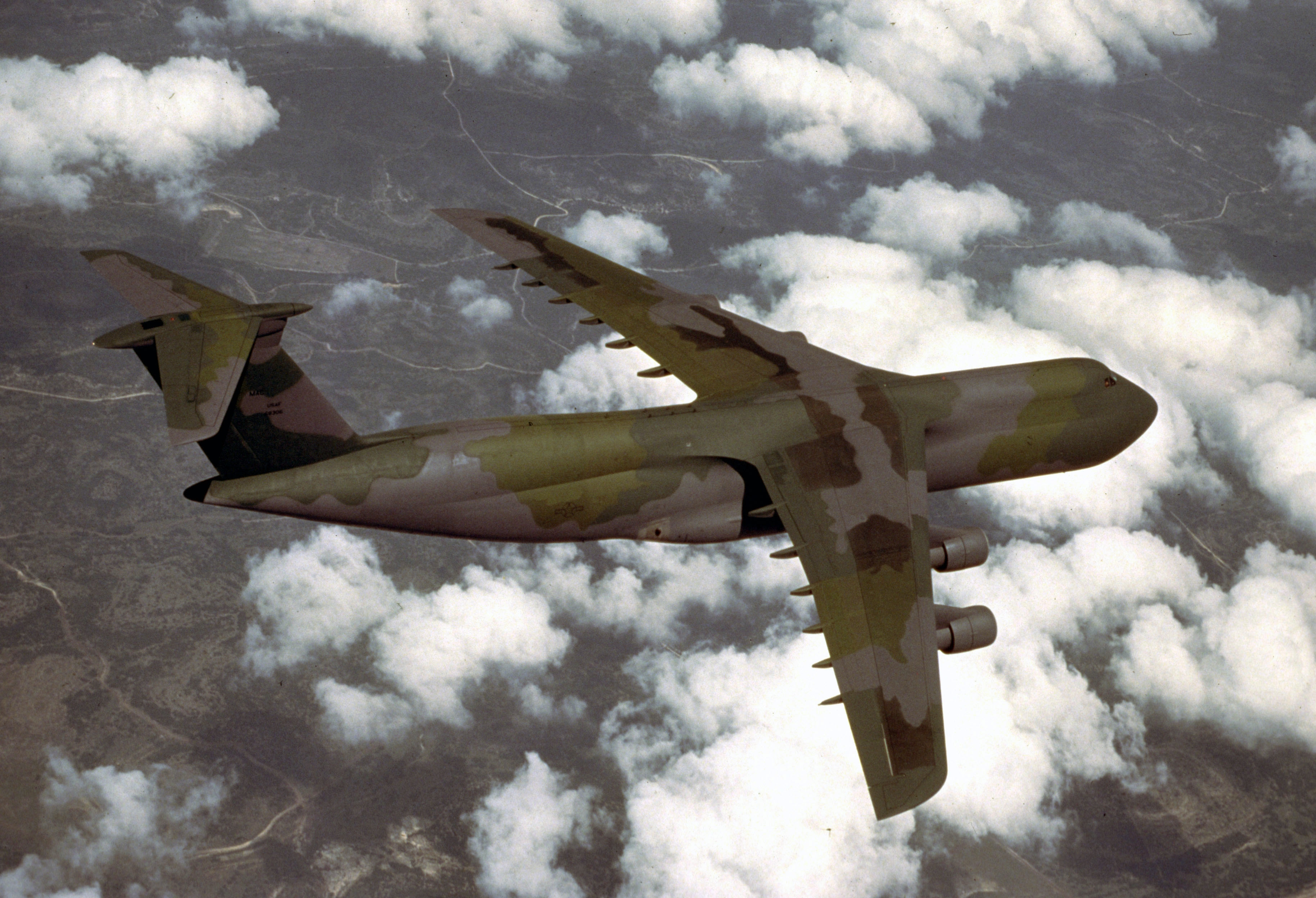
Un Lockheed C-5 Galaxy.

Les ingénieurs de la NASA décident de modifier un avion existant pour qu'il devienne le porteur de la navette spatiale. La NASA missionne Lockheed en août 1973, pour effectuer des essais en soufflerie simulant l'utilisation du plus gros avion du constructeur, le C-5 Galaxy, en tant qu'avion de transport. Les essais d'un modèle réduit de l'orbiteur monté sur un modèle réduit du C-5 sont effectués dans le tunnel à basse vitesse de Lockheed à Burbank, en Californie. L'objectif est de déterminer si le plan est techniquement réalisable et, dans l'affirmative, de déterminer l'emplacement optimal pour positionner l'orbiteur sur le C-5. 
En parallèle, en octobre 1973, à la suite d'une proposition spontanée de Boeing, le Dryden Flight Research Center accorde au constructeur un contrat de 56 000 $ pour évaluer la faisabilité d'utiliser un avion pour transporter l'orbiteur. Cette étude, d'une durée de 60 jours, a pour but de définir les exigences opérationnelles, d'évaluer les coûts et les délais, ainsi que de proposer une ébauche de conception pour un avion porteur adapté au transport de la navette. La conception s'oriente naturellement autour du plus gros avion du constructeur, le 747, mis en service trois ans plus tôt. 
Boeing remporte finalement l'appel d'offres. À la suite de la demande d'autorisation faite par Christopher Kraft, directeur du Manned Spacecraft Center, la direction du programme de la navette spatiale américaine approuve l'achat d'un Boeing 747 en juin 1974. En effet, le 747 présente plusieurs avantages, comparé au C-5 Galaxy. Son envergure plus réduite (59,64 m contre 67,88 m pour le C-5 Galaxy) facilite son utilisation sur les infrastructures existantes, de plus, le 747 peut se poser sur des pistes plus courtes. Sa configuration à ailes basses, contrairement aux ailes hautes du C-5, permet de fixer plus aisément une navette sur le fuselage, et ses performances aérodynamiques sont plus favorables au transport d'une charge imposante sur le dos. Par ailleurs, étant un appareil civil, le 747 peut être directement acquis et exploité par la NASA, sans dépendre de l'US Air Force comme cela aurait été le cas avec un C-5 militaire. À la suite de la demande d'autorisation faite par Christopher Kraft, directeur du Manned Spacecraft Center, la direction du programme de la navette spatiale américaine approuve l'achat d'un Boeing 747 en juin 1974.

### Achat du premierShuttle Carrier Aircraft

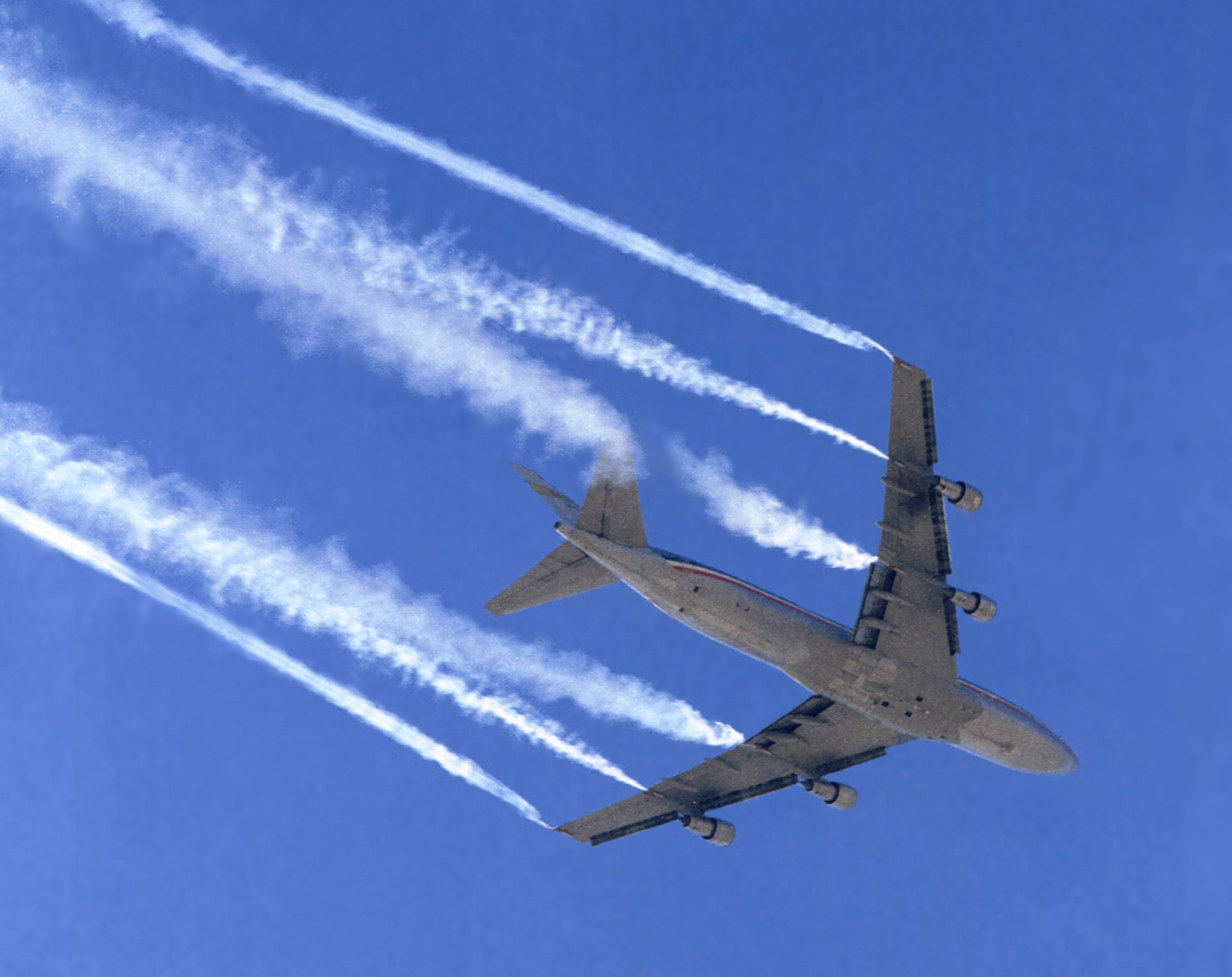
N905NA lors d'un test sur les vortex en septembre 1974, avant ses modifications. Les trainées de fumée sont produites par six équipements de manière à bien visualiser l'apparition des vortex.

Le 18 juillet 1974, la NASA achète un Boeing 747-123 d'occasion à la compagnie aérienne American Airlines pour environ 15 600 000 $. Il s'agit du 86e Boeing 747 produit, identifié par le numéro de série 20107. Il effectue son premier vol le 15 octobre 1970, puis est livré à American Airlines le 29 octobre de la même année, avec l'immatriculation N9668. Lorsqu'il est acquis par la NASA, l'appareil totalise environ 9 000 heures de vol et reçoit sa nouvelle immatriculation, N905NA.
Avant d'être modifié, l'avion est d'abord utilisé dans le cadre d'une étude menée par le Dryden Flight Research Center sur les turbulences de sillages, une recherche n'étant pas directement liée au programme de la navette spatiale. Par la suite, ce 747 sert à un test de manœuvre de séparation. Le 18 août 1976, les travaux de modification débutent dans l'usine Boeing d'Everett. Ces travaux, réalisés dans le cadre d'un contrat de 30 000 000 $, s'achèvent au mois de décembre.
Le N905NA est modifié pour remplir son nouveau rôle et entre en service en 1977 toujours au Dryden Flight Research Center. Les tests d'approche et d'atterrissage de la navette (ALT) débutent le 15 février 1977 avec la navette spatiale Enterprise qui ne vola jamais dans l'espace. Au total, huit vols sont réalisés sans que la navette soit détachée de son transporteur et cinq autres avec libération de la navette et retour de cette dernière en planant.

Jusqu'au 20 novembre 1990, le N905NA est le seul transporteur de la navette. À partir de cette date est mis en service un second appareil, immatriculé N911NA. Cette fois-ci, c'est un 747-100 SR (pour short range) : l'avion est acheté à la compagnie aérienne Japan Airlines en 1989 et modifié par Boeing.

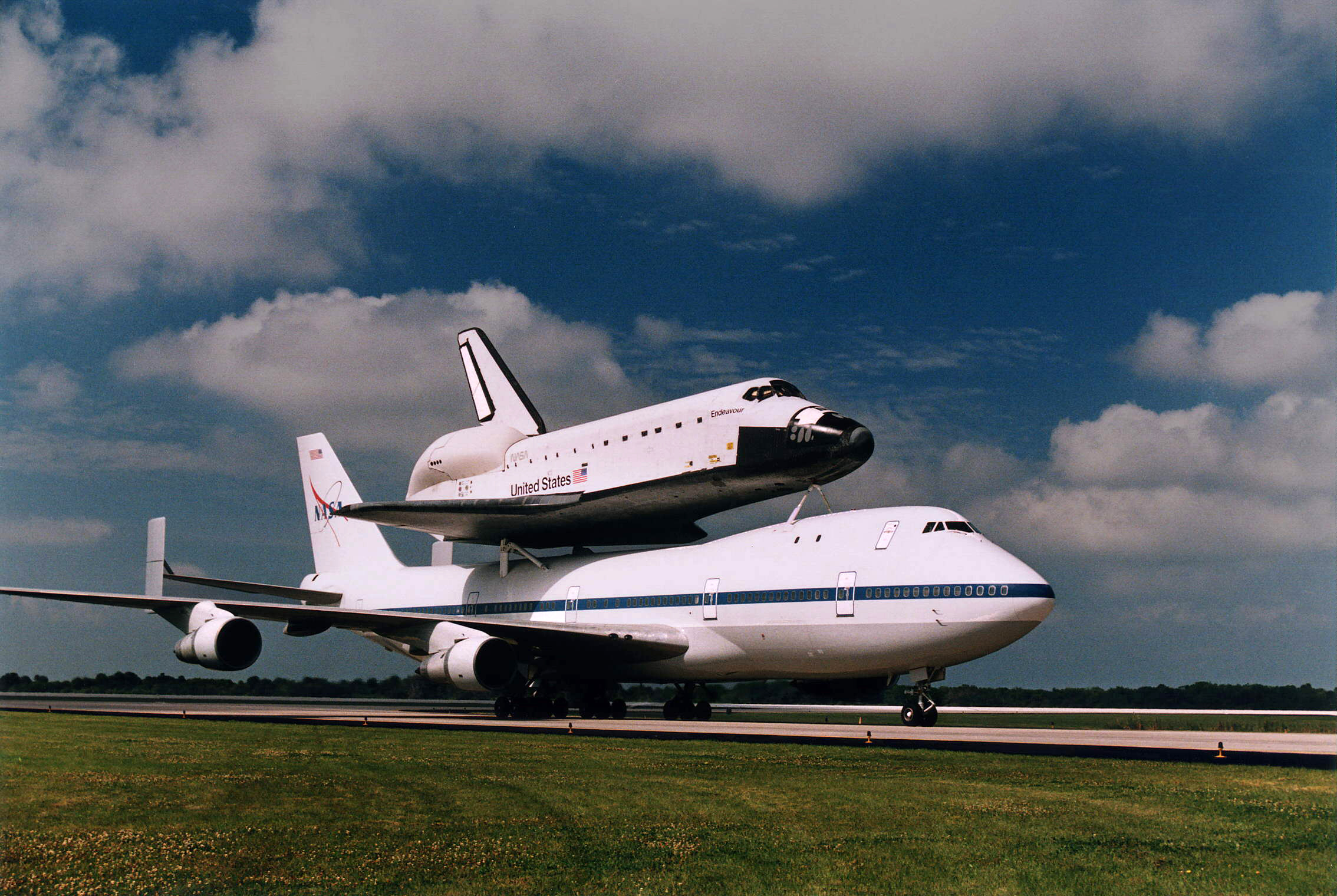
Un SCA et la navette spatiale Endeavour en mars 1997.

Pendant toute la durée de service des navettes, les avions sont stationnés au Dryden Flight Research Center sur le terrain de la Edwards Air Force Base en Californie pour l'un et à Pinal Airpark en Arizona pour l'autre.
L'avion immatriculé N911NA est retiré du service le 8 février 2012, après sa dernière mission au Dryden Aircraft Operations Facility de Palmdale, et il est utilisé comme banque de pièces pour le Stratospheric Observatory for Infrared Astronomy (SOFIA) et l'avion N905NA. 
L'avion immatriculé N905NA est utilisé en 2012 pour transporter les navettes à la retraite à leurs musées respectifs, puis il est retiré du service et utilisé également comme banque de pièces détachées pour le SOFIA.

## Caractéristiques
- Longueur : 70,66 m (231 ft. 10 in)
- Envergure : 59,64 m (195 ft. 8 in)
- Hauteur : 19,33 m (63 ft. 5 in)
- Surface des ailes : 510 m2
- Masse à vide : 144,2 t
- Masse maximale : 322 t

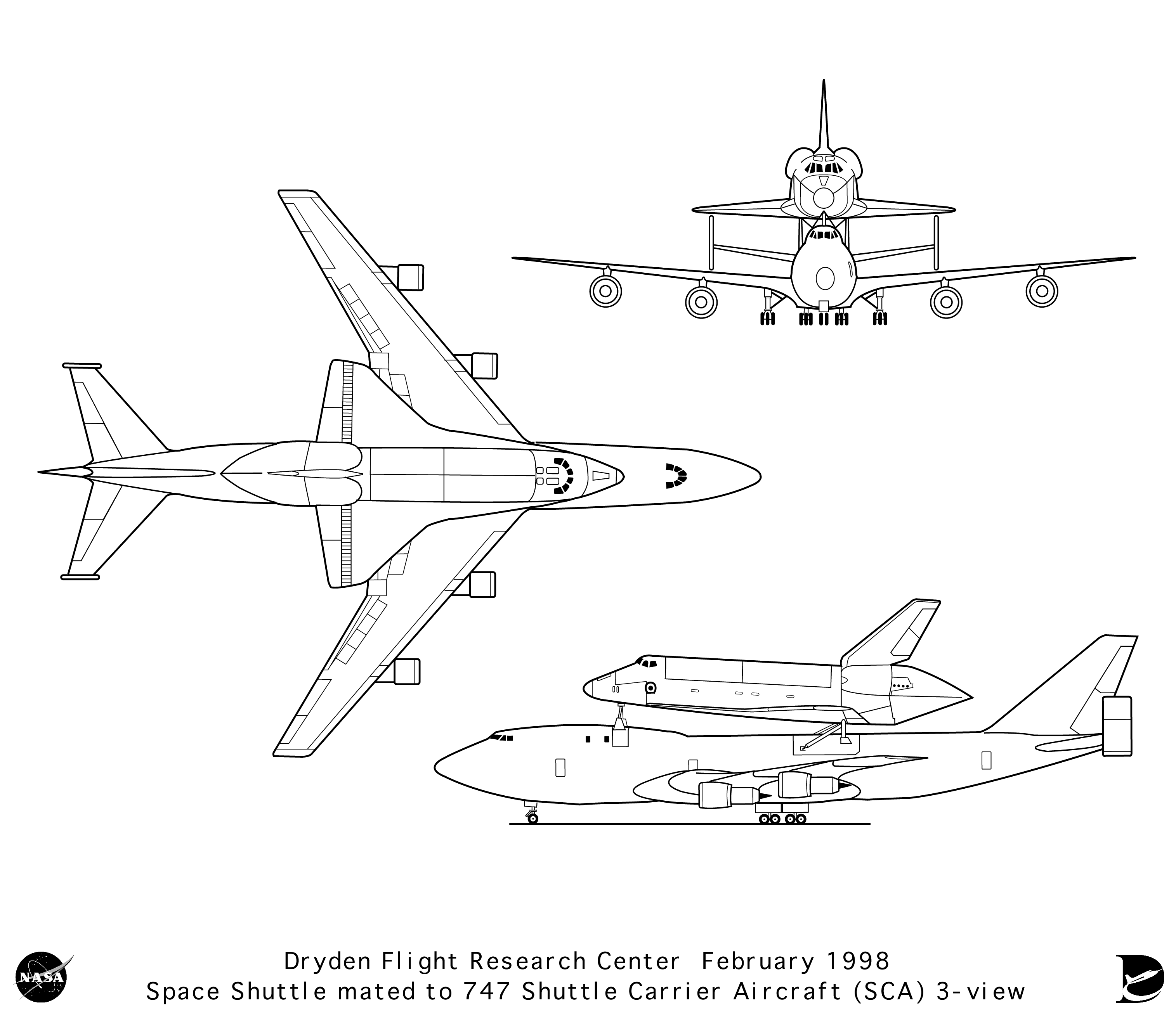
Vue schématique du SCA avec une navette.

- Motorisation : 4 turboréacteurs Pratt & Whitney JT9D d'une poussée individuelle de 222 kN
- Vitesse de croisière : 735 km/h
- Rayon d'action : 1 850 km (avec la navette)
- Altitude de croisière : 4 500 m (avec la navette)

Lors d'un vol, l'équipage se compose de deux pilotes et d'un ingénieur de vol. Lors d'un vol avec la navette, un second ingénieur de vol est requis.

### Fuselage

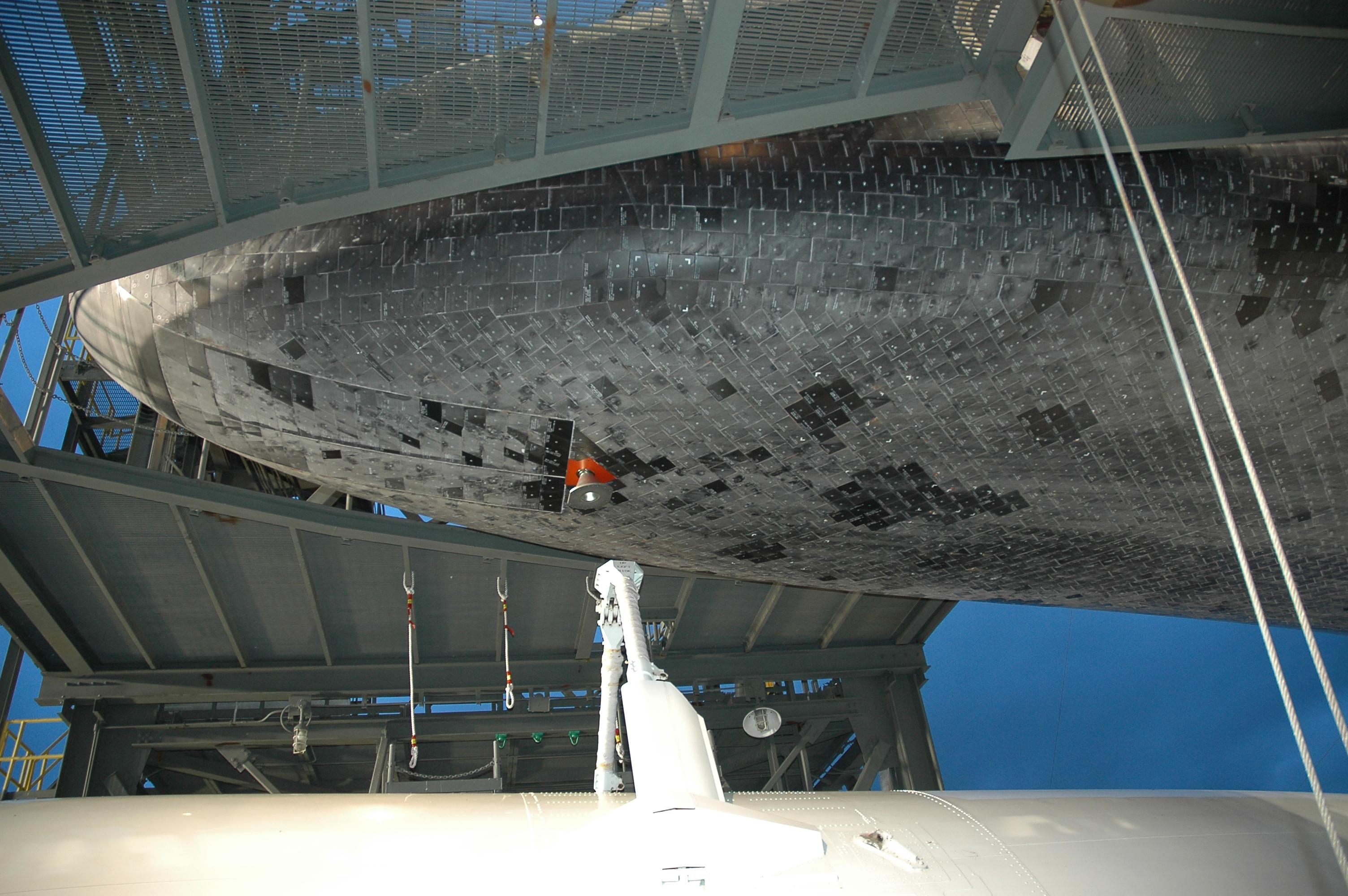
Vue du mat de fixation avant de N905NA.

Les modifications structurelles apportées aux deux Shuttle Carrier Aircraft pour assurer leur rôle d'avion porteur impliquent un démontage complet jusqu'à la peau du fuselage, suivi de l'ajout de renforts internes pour assurer l'intégrité structurelle. Trois mats de fixation sont installés, un à l'avant et deux à l'arrière, afin de permettre l'arrimage sécurisé de l'orbiteur. Par ailleurs, des couches supplémentaires de revêtement en aluminium sont appliquées sur certains points critiques du fuselage soumis à de fortes contraintes, une navette spatiale américaine pesant environ 70 tonnes. L'ensemble des modifications structurelles entraînent une augmentation de la masse à vide de l'appareil d'environ 1 270 kg. Certaines de ces modifications sont réversibles, notamment les mats de fixation, les dispositifs installés aux extrémités des empennages horizontaux, ainsi que les câblages et connexions associés.

#### Cabine

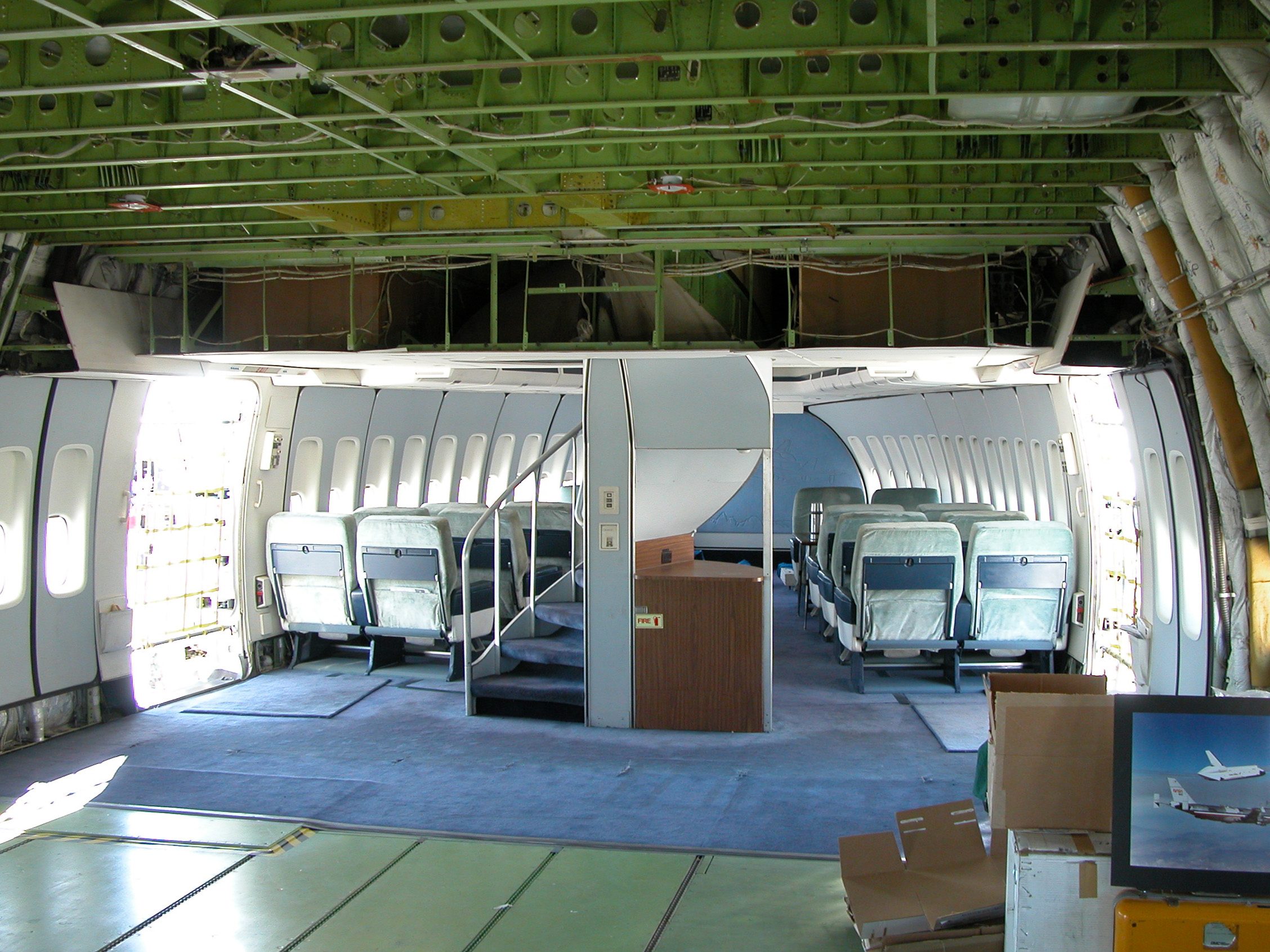
L'intérieur de la cabine de N905NA.

Derrière les portes avant, tous les aménagements intérieurs standards (comme les sièges passagers ou les compartiments à bagages supérieurs) ont été retirés. Seuls quelques sièges ont été conservés pour le personnel de soutien. Des alimentations électriques redondantes ainsi qu'un câblage spécifique ont été ajoutés, principalement pour alimenter les réchauffeurs du système de fluides de l'orbiteur ainsi que les pompes de la boucle de refroidissement par eau, nécessaires durant les phases de convoyage.

#### Cockpit
De nouveaux instruments de commande et d'affichage ont été installés dans le cockpit afin de permettre le suivi des équipements spécifiques ajoutés pour le transport de la navette.

### Voilure

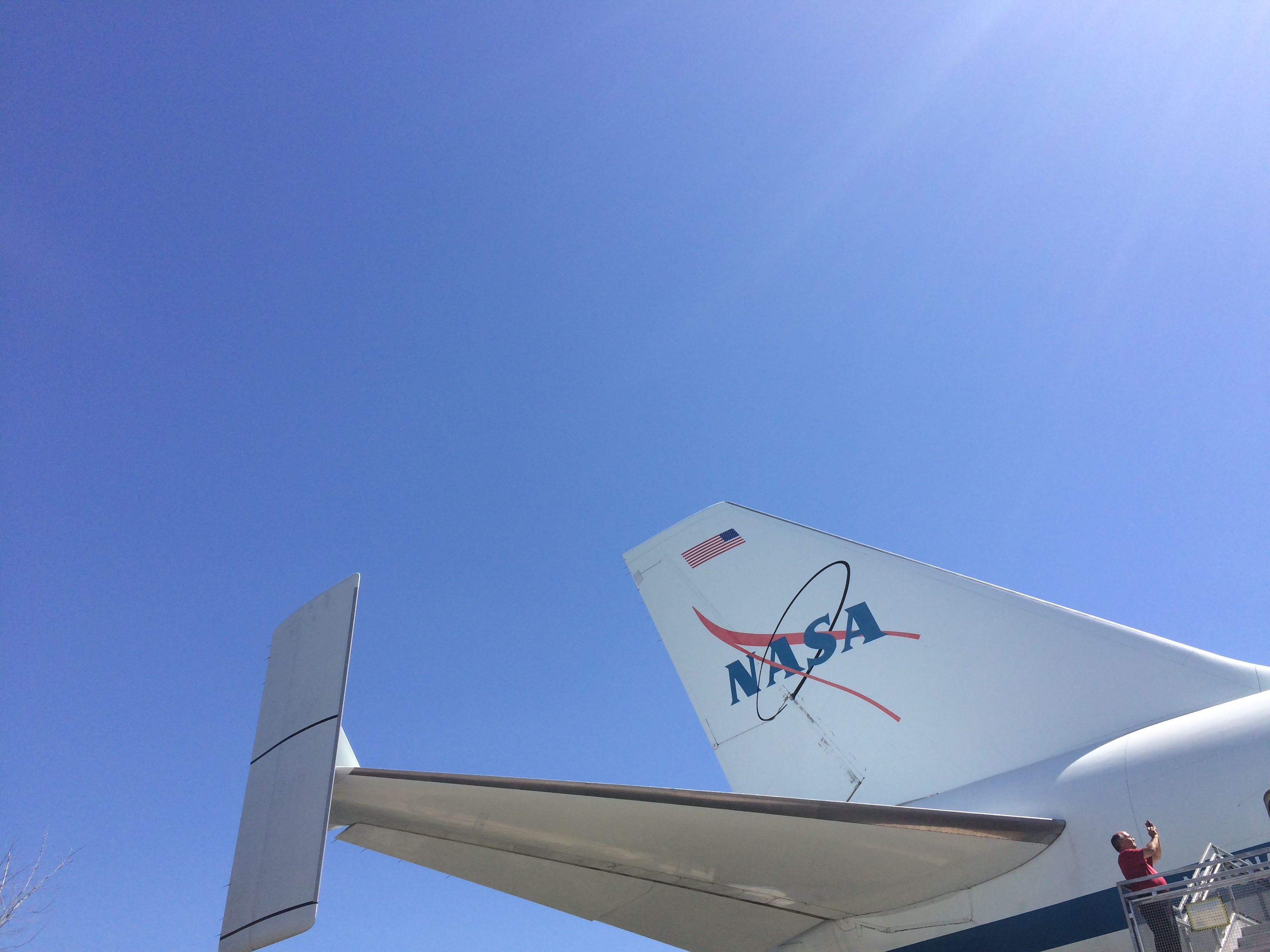
Vue de la dérive et des deux stabilisateurs verticaux de N911NA.

La présence de la navette fixée sur le dos du Boeing 747 modifie considérablement le comportement aérodynamique de l'avion. En particulier, la navette perturbe l'écoulement de l'air vers la dérive, la partie verticale située à l'arrière du fuselage, essentielle pour maintenir la stabilité directionnelle. En obstruant partiellement le flux d'air, la navette réduit l'efficacité de cette dérive, ce qui compromet la stabilité en vol. Pour corriger ce déséquilibre, deux stabilisateurs verticaux additionnels sont ajoutés de part et d'autre des plans horizontaux des deux Shuttle Carrier Aircraft. Ils permettent de compenser ces perturbations et de restaurer un bon contrôle directionnel pendant les missions de transport.

## Shuttle Mate-Demate Device

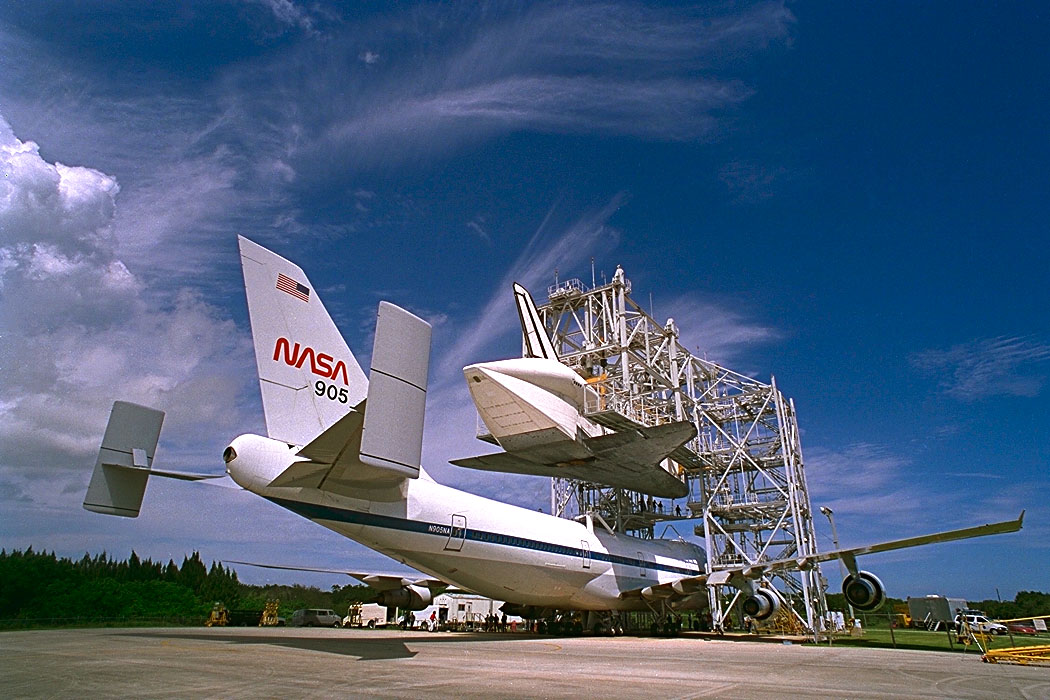
Le MDD surmontant le SCA en retenant la navette spatiale pour une opération de fixation ou de séparation. On peut observer les deux stabilisateurs verticaux ajoutés au 747, ainsi que le carénage surmontant les tuyères de la navette.

Le Shuttle Mate-Demate Device (MDD) est une structure métallique chargée de soulever la navette lors des opérations de fixations et de séparations d'avec le 747. Cette structure est composée de deux tours de 30,48 m (100 ft) de haut avec plusieurs plateformes de travail à diverses hauteurs. Pour soulever la navette, trois treuils fonctionnant de concert peuvent soulever une charge maximale de 120 t .
Conçu par Connell Associates Inc., le MDD est construit par George A. Fuller Co. en 1976 pour un cout de 1,7 million de $. Il est utilisé dès le début du programme ALT en 1977. Dès lors, il est employé pour toutes les opérations de fixations et de séparations du SCA.
Une structure portative est également conçue, le Orbiter Lifting Frame (OLF). Ce dernier n'est utilisé qu'une seule fois lors d'une vraie mission. Lorsqu'à l'issue de la mission STS-3, la navette atterrit sur le centre d'essai de missile de White Sands (WSMR) de manière à valider le fait que le véhicule spatial puisse atterrir dans le désert. La NASA ne recommencera plus un tel atterrissage car le sable a causé divers problèmes à la navette.

## Dans la culture populaire

### Cinéma
On voit cet avion (en maquette), et la navette qu'il transporte, au début du film Moonraker, onzième de la série des James Bond.
On voit l'avion US Air Force, et la navette Genesis qu'il transporte, au début du film Superman Returns de 2006, quand la navette n'arrive pas à se détacher de l'avion.

### Jeux vidéos
Il est également présent dans la boutique de Flight Simulator.

### Produits dérivés
Le 747 SCA a été adapté en brique Lego dans un ensemble sortie le 15 mai 2025, présentant l'avion avec la navette Enterprise. 